# Homalotylus scymnivorus
Homalotylus scymnivorus is een vliesvleugelig insect uit de familie Encyrtidae. De wetenschappelijke naam is voor het eerst geldig gepubliceerd in 1963 door Tachikawa.